# Deutsche Gesellschaft für Kardiologie

La Deutsche Gesellschaft für Kardiologie (DGK; Société allemande de cardiologie) est une organisation de recherche scientifique. Elle est membre de la Société européenne de cardiologie   et du World Heart Federation.
La DGK présente le Prix Arthur-Weber pour l'excellence dans le domaine de la cardiologie,. 